# Podregion Kyrönmaa
Podregion Kyrönmaa (fiń. Kyrönmaan seutukunta) – dawny podregion w Finlandii, w regionie Ostrobotnia. Zlikwidowany w 2021 roku.
W skład podregionu wchodziły gminy:
- Isokyrö
- Laihia

W momencie likwidacji podregion zamieszkiwało 12 467 osób.